# نشان ملی پاراگوئه
نقوش پرچمی پاراگوئه (به اسپانیایی: "Escudo de Armas") نشانی است که دو روی دارد و هم به عنوان نشان ملی استفاده می‌شود و هم در میانهٔ پرچم این کشور جای دارد. این نماد در سال ۱۸۲۰ میلادی به رسمیت شناخته شد و از آن پس مورد استفاده قرار می‌گیرد.

## توضیحات

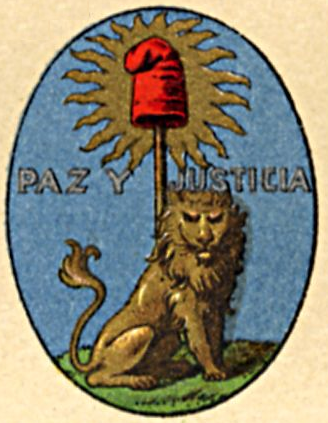
نقوش پرچمی پاراگوئه

سمت رویی نشان از دو دایرهٔ متحد المرکز تشکیل شده‌است که دایرهٔ کوچک، بزرگ‌تر را به دو ناحیه تقسیم کرده‌است. در بالای ناحیهٔ بیرونی عبارت اسپانیایی "REPÚBLICA DEL PARAGUAY" به معنای «جمهوری پاراگوئه» نقش بسته‌است. در دایرهٔ داخلی اما، ستاره‌ای پنج‌پر و زرد رنگ در میان شاخه نخل و شاخه زیتون محصور شده‌است.
روی دیگر نماد که دومین نماد کشور پاراگوئه محسوب می‌شود، از همان دو دایره و تقسیم‌بندی استفاده شده‌است اما نوشتار و شکل متفاوت هستند؛ در قسمت داخلی شیری دو زانو نشسته‌است و پشت او یک کلاه فریژی بر روی چوبی آویزان است؛ گویی شیر، که نماد شجاعت است، از این کلاه فریژی، که نماد آزادی است، محافظت می‌کند. در شعار دایرهٔ بیرونی نیز نوشته شده "PAZ Y JUSTICIA" که در زبان اسپانیایی به معنای «صلح و عدالت» است.
دو رویه بودن این نماد و وجودش در وسط پرچم پاراگوئه، موجب شده‌است که پرچم این کشور از معدود پرچم‌هایی باشد که پشت و روی متفاوتی برخوردارند. همچنین دیوان عالی پاراگوئه از نماد دوم به عنوان مهر و موم سازمانی بهره می‌جوید. این نماد بر روی پول ملی کشور، گورانی، نیز درج شده‌است.
نخستین طراحی نماد ملی پاراگوئه مربوط به سال ۱۸۲۰ میلادی می‌باشد که حکومت نظامی فرانسیا در صدر قدرت بود.